# Ernst Albrecht (Fußballspieler)
Ernst Albrecht (* 12. November 1907 in Düsseldorf; † 26. März 1976) war ein deutscher Fußballspieler.

## Sportliche Laufbahn

### Vereinskarriere
Albrecht, im Düsseldorfer Stadtteil Flingern geboren und aufgewachsen, gehörte von 1923 bis 1945 Fortuna Düsseldorf an, für die er in den vom Westdeutschen Spiel-Verband ausgetragenen Meisterschaften im Gau Berg-Mark, ab der Saison 1925/26 im Bezirk Berg-Mark, Punktspiele bestritt. Als schneller und äußerst zuverlässiger rechter Flügelstürmer gab er 1924 sein Debüt in der Ligamannschaft von Fortuna Düsseldorf. Allerdings konnte er vorerst keinen Stammplatz für sich beanspruchen; erst ab der Saison 1927/28 gelang ihm der Durchbruch.
Von 1933 bis 1945 spielte er in der Gauliga Niederrhein, in einer von zunächst 16, später auf 23 aufgestockten Gauligen zur Zeit des Nationalsozialismus als einheitlich höchste Spielklasse im Deutschen Reich.
Während seiner Vereinszugehörigkeit gewann er mit seiner Mannschaft fünf regionale Meistertitel, bevor er aufgrund der Erfolge an den Endrundenspielen um die Deutsche Meisterschaft teilnahm, und 1933 mit der Deutschen Meisterschaft seinen größten Erfolg verzeichnen konnte. Im Endspiel, das am 11. Juni 1933 in Köln gegen den FC Schalke 04 ausgetragen wurde, stand er durch eine im Vorfeld der Endrunde erlittene Verletzung nicht zur Verfügung. Im Endspiel, das am 21. Juni 1936 in Berlin erneut erreicht wurde, stürmte er auf Rechtsaußen; jedoch gewann der 1. FC Nürnberg mit 2:1 n. V. Des Weiteren gewann er fünfmal in Serie die Gaumeisterschaft Niederrhein. Nach dem Zweiten Weltkrieg war er noch als Spielertrainer bei der Düsseldorfer SC Viktoria 02, dem Polizei-Sport-Verein Düsseldorf sowie der Holzheimer SG tätig.

### Auswahleinsätze
Albrecht bestritt 17 Länderspiele für die A-Nationalmannschaft, für die er vier Tore erzielte. Sein Debüt krönte er am 15. April 1928 in Bern beim 3:2-Sieg über die Schweizer Nationalmannschaft sogleich mit seinem ersten Tor, dem Treffer zum 3:0 in der 61. Minute. Sein letztes Spiel als Nationalspieler bestritt er am 11. März 1934 in Luxemburg beim 9:1-Sieg über die Nationalmannschaft Luxemburgs. Obwohl er bis dahin stets Stammspieler gewesen ist, wurde er ausgerechnet kurz vor der Weltmeisterschaft 1934 in Italien vom Augsburger Ernst Lehner verdrängt. Er gehörte zum WM-Aufgebot, wurde jedoch nicht in die Mannschaft eingesetzt, die das Turnier unter Reichstrainer Otto Nerz als Drittplatzierter beendete.
Er nahm ferner an dem vom 27. Mai bis 13. Juni 1928 in Amsterdam ausgetragenen olympischen Fußballturnier teil und kam am 28. Mai beim 4:0-Achtelfinal-Sieg über die Schweizer Nationalmannschaft und am 3. Juni bei der 1:4-Viertelfinal-Niederlage gegen die Nationalmannschaft Uruguays zum Einsatz.
Als Spieler der Gauauswahlmannschaft Niederrhein nahm er am Wettbewerb um den Reichsbundpokal 1936/37 teil. Nachdem das am 7. Februar 1937 in Berlin ausgetragene Halbfinale mit 4:3 gegen die Gauauswahlmannschaft Berlin-Brandenburg gewonnen wurde, gewann er mit seiner Mannschaft – darunter seine Vereinsmitspieler Paul Janes als rechter Verteidiger und Jakob Bender als linker Außenläufer – auch das am 27. Februar 1937 in Berlin gegen die Gauauswahlmannschaft Sachsen ausgetragene Finale mit 2:1 und damit den Pokal.

### Erfolge
- Dritter der Weltmeisterschaft 1934 (ohne Einsatz)
- Gaumeister Niederrhein 1936, 1937, 1938, 1939, 1940
- Reichsbundpokal-Sieger 1937
- Deutscher Meister 1933
- Finalist Deutsche Meisterschaft 1936
- Finalist Tschammerpokal 1937
- Westdeutscher Meister 1931
- Bezirksmeister Berg-Mark 1927, 1929, 1931, 1933

## Weiterer Werdegang
Ab 1952 widmete er sich ausschließlich seiner Lotto-Toto-Annahmestelle in der Düsseldorfer Innenstadt. 1976 verstarb der frühere Nationalspieler im Alter von 68 Jahren.